# 遠藤宏治
遠藤 宏治（えんどう こうじ、1955年 - ）は、日本の実業家。貝印グループ社長。岐阜県関市出身。

## 来歴
貝印創業家の長男として生まれる。
岐阜県立岐阜高等学校を経て、早稲田大学政治経済学部卒業。1979年12月、アメリカのロヨラ・メリーマウント大学大学院を修了（MBAを取得）。1980年3月に三和刃物（現貝印）に入社。1986年に同社常務、1989年に副社長に就任し、同年9月から現職。

## テレビ出演
- 日経スペシャル カンブリア宮殿 世界で400万本！驚異の大ヒット包丁 刃物の町から挑む100年企業！独自戦略（2014年12月4日、テレビ東京）[3]